# Gran Premio di Las Vegas 1981
Il Gran Premio di Las Vegas 1981 è stata la quindicesima e ultima prova della stagione 1981 del campionato mondiale di Formula 1. La gara si è disputata sabato 17 ottobre sul circuito del Caesars Palace di Las Vegas, in Nevada, negli Stati Uniti d'America, ed è stata vinta dall'australiano Alan Jones su Williams-Ford. Jones ha preceduto all'arrivo il francese Alain Prost su Renault e l'italiano Bruno Giacomelli su Alfa Romeo.
Grazie ai risultati ottenuti, Nelson Piquet si aggiudica per la prima volta in carriera il mondiale piloti, il secondo di nazionalità brasiliana a riuscirci dopo Emerson Fittipaldi.
Il Gran Premio è stato premiato col Race Promoters' Trophy quale gara meglio organizzata nella stagione.

## Vigilia

### Sviluppi futuri

Niki Lauda annunciò nel settembre 1981 il ritorno alle corse per il 1982.

Dopo una visita alla Parmalat, suo sponsor, Niki Lauda annunciò il 30 settembre il suo ritorno alle corse per la stagione 1982. L'austriaco, campione del mondo nel 1975 e nel 1977 con la Scuderia Ferrari, che aveva annunciato il suo ritiro esattamente due anni prima, non svelò con quale team avrebbe ripreso le competizioni, anche se era probabile un suo approdo alla McLaren. Il primo effetto di questo annuncio fu la firma dell'accordo tra la FOCA e gli organizzatori del Gran Premio d'Austria, fino a quel momento in dubbio, per il mantenimento della gara in calendario almeno fino al 1988.
L'8 ottobre la Commissione Esecutiva della FISA pubblicò una bozza del calendario mondiale per il 1982. La stagione si sarebbe aperta il 23 gennaio col Gran Premio del Sudafrica, e si sarebbe chiusa il 16 ottobre con una gara a Las Vegas, per un totale di 16 gare. Veniva inserito in calendario un gran premio da correre sulle strade di Detroit, veniva escluso il Gran Premio di Spagna, mentre quello d'Olanda era ancora incerto; veniva reintrodotto il Gran Premio di Svizzera, da tenersi sul Circuito di Digione, in Francia. Le due riserve erano il Gran Premio d'Australia e quello d'Austria. La gara di Detroit era comunque in dubbio per divergenze fra gli organizzatori e la FOCA.
La Fittipaldi Automotive ottenne l'appoggio finanziario della Caloi, azienda brasiliana produttrice di moto e biciclette, che dette al team l'opportunità di proseguire l'impegno in Formula 1 anche per il 1982. La Caloi chiese anche a Emerson Fittipaldi di tornare a competere nel mondiale. L'ex campione del mondo di F1 nel 1976, James Hunt, rifiutò la proposta della Brabham di diventarne pilota per la stagione successiva. Durante il fine settimana di Las Vegas venne annunciato il passaggio di Eddie Cheever dalla Tyrrell alla Ligier, per prendere il posto di Patrick Tambay.
La gara di Las Vegas fu anche l'occasione per riunire la Commissione Tecnica della Formula 1 per fissare i regolamenti che avrebbe dovuto vigere nel campionato fino al 1985. Le decisioni finali vennero rinviate al 28 ottobre.

### Analisi per il campionato piloti
Prima dell'ultima gara della stagione ancora tre piloti potevano aggiudicarsi il titolo mondiale. La classifica era guidata dall'argentino Carlos Reutemann con 49 punti, seguito da Nelson Piquet a un punto, e da Jacques Laffite, fermo a 43.
A livello di piazzamenti Reutemann aveva ottenuto 2 vittorie e tre secondi posti, Piquet aveva tre successi e un secondo posto, mentre Laffite si era imposto in due occasioni e aveva ottenuto due secondi posti. Il campionato prevedeva che potessero valere solo i migliori undici risultati, ma nessun dei tre piloti si trovava nella condizione di dover scartare qualche risultato.
Jacques Laffite avrebbe vinto il mondiale se:
- avesse vinto con Carlos Reutemann al massimo quarto e Nelson Piquet al massimo terzo;
- fosse giunto secondo con Reutemann e Piquet fuori dalla zona dei punti.

Nelson Piquet si sarebbe aggiudicato il titolo se:
- fosse giunto a punti, precedendo Carlos Reutemann con Laffite che non vince;
- Laffite avesse vinto e lui fosse giunto secondo.

Con tutte le altre possibili combinazioni di risultati Carlos Reutemann si sarebbe aggiudicato il titolo.
| Pos | Pilota           | 1º | 2º | 3º | Punti |
| --- | ---------------- | -- | -- | -- | ----- |
| 1   | Carlos Reutemann | 2  | 3  | 2  | 49    |
| 2   | Nelson Piquet    | 3  | 1  | 3  | 48    |
| 3   | Jacques Laffite  | 2  | 2  | 3  | 43    |

| Pilota           | Risultato (punti totali) | Risultato (punti totali) | Punti massimi dei rivali (punti totali nel caso) | Punti massimi dei rivali (punti totali nel caso) | Punti massimi dei rivali (punti totali nel caso) |
| Pilota           | Risultato (punti totali) | Risultato (punti totali) | Reutemann                                        | Piquet                                           | Laffite                                          |
| ---------------- | ------------------------ | ------------------------ | ------------------------------------------------ | ------------------------------------------------ | ------------------------------------------------ |
| Carlos Reutemann | 1º                       | 58                       |                                                  | -                                                | -                                                |
| Carlos Reutemann | 2º                       | 54                       | 3º (52)                                          | -                                                |                                                  |
| Carlos Reutemann | 3º                       | 53                       | 4º (51)                                          | -                                                |                                                  |
| Carlos Reutemann | 4º                       | 52                       | 5º (50)                                          | 2º (49)                                          |                                                  |
| Carlos Reutemann | 5º                       | 51                       | 6º (49)                                          | 2º (49)                                          |                                                  |
| Carlos Reutemann | 6º                       | 50                       | >6º (48)                                         | 2º (49)                                          |                                                  |
| Carlos Reutemann | >6º                      | 49                       | >6º (48)                                         | 3º (47)                                          |                                                  |
| Nelson Piquet    | 1º                       | 57                       | 2º (54)                                          |                                                  | -                                                |
| Nelson Piquet    | 2º                       | 53                       | 3º (53)                                          | -                                                |                                                  |
| Nelson Piquet    | 3º                       | 52                       | 4º (52)                                          | 2º (49)                                          |                                                  |
| Nelson Piquet    | 4º                       | 51                       | 5º (51)                                          | 2º (49)                                          |                                                  |
| Nelson Piquet    | 5º                       | 50                       | 6º (50)                                          | 2º (49)                                          |                                                  |
| Nelson Piquet    | 6º                       | 49                       | >6º (49)                                         | 3º (47)                                          |                                                  |
| Jacques Laffite  | 1º                       | 52                       | 4º (52)                                          | 3º (52)                                          |                                                  |
| Jacques Laffite  | 2º                       | 49                       | >6º (49)                                         | >6º (48)                                         |                                                  |

Il campionato costruttori venne vinto dalla Williams-Ford, con una gara d'anticipo, grazie ai risultati nel gran premio precedente, disputato in Canada.

### Aspetti tecnici
Il Circuito del Caesars Palace, lungo 3,650 km, ospitò per la prima volta una gara valida per il mondiale di Formula 1; fu il 46º tracciato diverso nella storia del mondiale, il sesto negli Stati Uniti d'America. Con una sinuosa forma a pettine, che prevedeva 14 curve, non presentava nessun dislivello altimetrico ed era disegnato, di fatto, nel parcheggio dell'albergo da cui traeva il nome. Quasi l'interezza della pista era circondata da alti muri i cemento, posti per ragioni di sicurezza. Gli unici due brevi rettilinei erano posti tra la curva 13 e la 14, e nella zona dei box. Si correva in senso antiorario. Il tracciato venne ufficialmente inaugurato nella mattina del 14 ottobre.

### Aspetti sportivi
La tenuta di una gara su un tracciato da allestire a Las Vegas era già prevista dal calendario per la stagione 1980: avrebbe dovuto concludere la stagione, il 2 novembre. Tale evento venne però successivamente cancellato. Delle tre gare da tenersi negli Stati Uniti d'America quella maggiormente in dubbio era, inizialmente, quella programmata a Watkins Glen, tanto che si era prospettato un anticipo al 19 ottobre della gara di Las Vegas.
Nell'aprile 1980 la FISA aveva diramato un primo calendario per il campionato 1981 con 15 prove, riconfermando tutte le gare previste per il 1980, tranne la tappa a Las Vegas, che non era stata disputata.
Il 7 maggio 1981 la federazione internazionale depennò definitivamente dal calendario mondiale il Gran Premio degli Stati Uniti d'America-Est, che si sarebbe dovuto disputare il 4 ottobre al Watkins Glen International. La cancellazione fu dovuta al mancato versamento degli organizzatori di quanto pattuito alle scuderie per l'edizione del 1980, circa 800 000 dollari. La Formula 1 non è mai più tornata su quel tracciato statunitense. Al fine di sostituire la gara saltata da disputarsi al Glen, la Commissione della Formula 1 propose di tenere, il 17 ottobre, una gara a Las Vegas, su un tracciato da costruire nei pressi dell'hotel Caesars Palace. Ad agosto la proposta ottenne il via libera di FIA e FOCA. Gli organizzatori di Las Vegas sborsarono 8 milioni di dollari per ottenere l'organizzazione della corsa. Il tracciato venne pesantemente criticato dai piloti. Mario Andretti, pilota dell'Alfa Romeo, lo definì una pista per i go-kart, e ne stigmatizzò la poca sicurezza per gli spettatori. Il tracciato venne ispezionato da Gilles Villeneuve e Nelson Piquet, poco dopo la gara tenuta in Canada. Al fine di consentire ai piloti una miglior conoscenza del nuovo tracciato venne concessa loro una sessione di prove libere al mercoledì. Il più veloce fu Alan Jones, che chiuse in 1'22"10, alla media di 160,037 km/h. Il giudizio dei piloti non fu del tutto negativo anche se proprio Jones ammise che questo circuito presentava gli stessi pericoli di un tracciato cittadino e che era assurdo utilizzare piste simili, contornate da muri di cemento. Secondo Didier Pironi, pilota della Scuderia Ferrari, l'altitudine di Las Vegas, 600 metri sul livello del mare, avrebbe favorito le vetture a motore sovralimentato, pur in presenza di un tracciato tortuoso.
Nelle prove libere del venerdì il più veloce fu Nelson Piquet, in 1'18"37, che precedette Gilles Villeneuve di 76 centesimi. Dietro al ferrarista chiusero, molto vicine, le due Williams. Durante queste prove le Arrows vennero trovate non conformi al regolamento tecnico in quanto montavano delle doppie minigomme in materiale flessibile, non consentito. Piquet soffriva di nausee e malesseri, cosa che gli capitava quando affrontava circuiti cittadini. Il brasiliano era comunque sotto controllo medico.
La gara, prevista con partenza alle 12:45, venne posticipata alle 13:30 per esigenze televisive. Intanto, il 6 ottobre, a Parigi, Jean-Marie Balestre era stato riconfermato a capo della Federazione Internazionale Sport Automobilistico. Su 50 Paesi votanti il francese, presidente uscente, aveva ottenuto 33 voti, contro i 17 dell'unico sfidante, il britannico Basil Tye.

## Qualifiche

### Resoconto
Il più veloce nella prima giornata di prove fu Carlos Reutemann; finirono distanziati gli altri due antagonisti per la conquista del titolo: Nelson Piquet fu quinto e Jacques Laffite solo dodicesimo. Il tempo era particolarmente freddo e la pioggia minacciò il circuito. Ciò penalizzò il pilota brasiliano che, attendendo l'arrivo della pioggia, aveva concentrato nei primi minuti della sessione il suo sforzo. Col passare del tempo però la pista si era gommata, e ciò aveva permesso a molti piloti di sopravanzarlo. Terzo chiuse Alain Prost, mentre quarto fu Gilles Villeneuve. Le due Osella scontarono dei problemi al raffreddamento dell'olio, tanto che Beppe Gabbiani non poté completare nemmeno un giro.
Nella seconda giornata Carlos Reutemann si confermò, conquistando la sesta, e ultima, pole position nel mondiale di Formula 1. Si migliorò Nelson Piquet che scalò quarto (Gilles Villeneuve fu invece terzo), mentre Jacques Laffite rimase dodicesimo. Per la prima volta si qualificò Derek Warwick.

### Risultati
Nella sessione di qualifica si è avuta questa situazione:
| Pos | Nº | Pilota                 | Costruttore     | Tempo    | Griglia |
| --- | -- | ---------------------- | --------------- | -------- | ------- |
| 1   | 2  | Carlos Reutemann       | Williams-Ford   | 1'17"821 | 1       |
| 2   | 1  | Alan Jones             | Williams-Ford   | 1'17"995 | 2       |
| 3   | 27 | Gilles Villeneuve      | Ferrari         | 1'18"060 | 3       |
| 4   | 5  | Nelson Piquet          | Brabham-Ford    | 1'18"161 | 4       |
| 5   | 15 | Alain Prost            | Renault         | 1'18"433 | 5       |
| 6   | 7  | John Watson            | McLaren-Ford    | 1'18"617 | 6       |
| 7   | 25 | Patrick Tambay         | Ligier-Matra    | 1'18"681 | 7       |
| 8   | 23 | Bruno Giacomelli       | Alfa Romeo      | 1'18"792 | 8       |
| 9   | 11 | Nigel Mansell          | Lotus-Ford      | 1'19"044 | 9       |
| 10  | 22 | Mario Andretti         | Alfa Romeo      | 1'19"068 | 10      |
| 11  | 29 | Riccardo Patrese       | Arrows-Ford     | 1'19"152 | 11      |
| 12  | 26 | Jacques Laffite        | Ligier-Matra    | 1'19"167 | 12      |
| 13  | 16 | René Arnoux            | Renault         | 1'19"197 | 13      |
| 14  | 8  | Andrea De Cesaris      | McLaren-Ford    | 1'19"217 | 14      |
| 15  | 12 | Elio De Angelis        | Lotus-Ford      | 1'19"562 | 15      |
| 16  | 6  | Héctor Rebaque         | Brabham-Ford    | 1'19"571 | 16      |
| 17  | 4  | Michele Alboreto       | Tyrrell-Ford    | 1'19"774 | 17      |
| 18  | 28 | Didier Pironi          | Ferrari         | 1'19"899 | 18      |
| 19  | 3  | Eddie Cheever          | Tyrrell-Ford    | 1'20"475 | 19      |
| 20  | 20 | Keke Rosberg           | Fittipaldi-Ford | 1'20"729 | 20      |
| 21  | 32 | Jean-Pierre Jarier     | Osella-Ford     | 1'20"781 | 21      |
| 22  | 36 | Derek Warwick          | Toleman-Hart    | 1'21"294 | 22      |
| 23  | 33 | Marc Surer             | Theodore-Ford   | 1'21"430 | 23      |
| 24  | 14 | Eliseo Salazar         | Ensign-Ford     | 1'21"629 | 24      |
| NQ  | 9  | Slim Borgudd           | ATS-Ford        | 1'21"665 | NQ      |
| NQ  | 21 | Chico Serra            | Fittipaldi-Ford | 1'21"672 | NQ      |
| NQ  | 17 | Derek Daly             | March-Ford      | 1'21"824 | NQ      |
| NQ  | 30 | Jacques Villeneuve Sr. | Arrows-Ford     | 1'22"822 | NQ      |
| NQ  | 35 | Brian Henton           | Toleman-Hart    | 1'22"960 | NQ      |
| NQ  | 31 | Beppe Gabbiani         | Osella-Ford     | 1'26"634 | NQ      |

## Gara

### Resoconto
La partenza di Carlos Reutemann fu disastrosa: venne subito passato da Alan Jones e da Gilles Villeneuve: il canadese attaccò, senza successo l'australiano alla prima curva. Nel corso del primo giro Reutemann si fece passare anche da Alain Prost e da Bruno Giacomelli, scivolando al quinto posto. Dietro vi era John Watson, che precedeva gli altri due contendenti al titolo, Jacques Laffite e Nelson Piquet. L'argentino della Williams era in gravi difficoltà, tanto che venne passato al giro 2 anche da Watson. Al terzo giro Prost sorpassò Villeneuve in seconda posizione, mentre Reutemann perse un'altra piazza, passato da Laffite. Il francese era il solo tra i tre pretendenti al titolo a ritrovarsi nella zona dei punti, anche se in una posizione ancora non sufficiente per l'iride.
Il recupero del pilota della Ligier proseguì il giro successivo, quando passò Watson, ponendosi quinto. Ora, dietro a Jones e Prost si erano formati due trenini: il primo composto da Villenueve, Giacomelli, Laffite e Watson, il secondo guidato da Reutemann, che precedeva Piquet e Andretti. Al giro 18, dopo alcuni tentativi infruttuosi, Nelson Piquet prese una posizione a Carlos Reutemann: essendo però fuori dalla zona dei punti questo sorpasso non era sufficiente per consegnargli il titolo. Un giro dopo anche Mario Andretti scavalcò Reutemann. Al ventiduesimo giro la classifica mondiale mutò: Piquet passò Watson e, entrando in zona punti, era ora, virtualmente, campione del mondo. Un giro dopo Laffite si trovò a guadagnare due posizioni; prima passò Bruno Giacomelli, poi si trovò terzo grazie al ritiro di Gilles Villeneuve.
Il canadese fu poi squalificato, al termine della gara, per la scorretta posizione di partenza. Nel medesimo giro Andretti passò Piquet: Ora la classifica vedeva sempre primo Jones, seguito da Prost, Laffite, Giacomelli, Andretti, Piquet, Watson e Reutemann. La classifica del mondiale vedeva Piquet e Reutemann appaiati a 49 punti, con Laffite a sole due lunghezze. Piquet avrebbe ottenuto il titolo per il più alto numero di vittorie. Al giro 27 Bruno Giacomelli andò in testacoda, dopo che, due giri prima, Andretti aveva tentato, senza successo di passarlo. Il bresciano dell'Alfa Romeo rientrò in pista decimo.
Due giri dopo Watson si fermò ai box per il cambio degli pneumatici; rientrò in pista decimo, così Reutemann rientrò nella zona dei punti, ma Piquet continuava a guidare la temporanea classifica per il mondiale piloti. Un giro dopo fu il turno dell'abbandono di Mario Andretti mentre era 4º. Al trentaduesimo giro Nigel Mansell passò quinto, superando Reutemann. L'argentino riguadagnò una posizione il giro seguente, quando Prost effettuò il suo cambio gomme, rientrando sesto, proprio dietro a Reutemann; Laffite era ora secondo. Prost, con gomme nuove, recuperò presto competitività passando, in poche tornate, sia Reutemann che Mansell, ponendosi quarto.
Al giro 46 Prost passò anche Piquet, mentre Giacomelli, in recupero, prese una posizione a Reutemann. Due giri e Alain Prost si riprese la seconda posizione, scavalcando anche Laffite. Ora Piquet, nella classifica virtuale del mondiale piloti avrebbe avuto 51 punti, contro i 49 di Reutemann e i 47 di Laffite: quest'ultimo, in crisi di gomme, si fece passare da Piquet poco dopo. La classifica della gara vedeva sempre primo Jones (che aveva doppiato il compagno di team Reutemann), poi Prost, Piquet, Laffite, Mansell, Giacomelli e Reutemann. Laffite, passato anche da Mansell e Giacomelli, al giro 52 andò al cambio gomme. Uscì dai box ottavo, dando addio alle speranze di titolo. Reutemann rientrò nuovamente in zona punti, sesto.
Nigel Mansell passò, sempre nello stesso giro 52, anche Piquet, per la terza posizione. Dietro rinvenne forte Giacomelli che passò sia Piquet che Mansell, agganciando così il terzo posto. Watson passò Reutemann, che così uscì ancora dai primi sei; intanto Piquet soffriva per il caldo della giornata, era esausto ed il suo rallentamento permise a Watson e Laffite di minacciarlo. Per vincere il titolo il brasiliano doveva giungere almeno sesto, vista la lontananza di Reutemann dalla zona punti e l'impossibilità per Laffite di chiudere primo o secondo.
Le posizioni restarono però congelate con Alan Jones che vinse per la dodicesima (e ultima) volta in carriera, davanti ad Alain Prost, Bruno Giacomelli (che conquistò il suo unico podio nel mondiale e il primo per un'Alfa dal Gran Premio di Spagna 1951), poi Nigel Mansell. Quinto era Nelson Piquet, che aveva resistito agli assalti di Laffite e Watson, e che vinse il suo primo mondiale piloti diventando il primo brasiliano a ritornare a vincere il mondiale dal 1974 con Emerson Fittipaldi con la Mclaren e per La Brabham ottenne per la terza volta il titolo piloti dopo le vittorie di Jack Brabham nel 1966 e di Denny Hulme nel 1967. Laffite conquistò comunque, all'ultima curva, il sesto posto e chiudendo al quarto posto per il terzo anno di fila e soprattutto, per la terza stagione di fila, Laffite divenne ancora il miglior pilota europeo del campionato. 40 anni dopo, nel luglio 2021, la figlia di Reutemann, Mariana, ha rilasciato un'intervista subito dopo la morte del padre e sostiene che lui le avrebbe confidato che nella notte dopo le qualifiche e prima della gara qualcuno a sua insaputa avrebbe stravolto l'assetto della sua macchina, peggiorandola sensibilmente e di fatto impedendogli di lottare per il titolo. Anche l'ex patron della Formula 1 e del team Brabham Bernie Ecclestone ha confessato di avere influenzato l’esito del Mondiale 1981 conclusosi con la vittoria di Nelson Piquet su Carlos Reutemann. Ecclestone ha rivelato questa informazione in un documentario dedicato sulla sua vita intitolato “Lucky” su Discovery+.

### Risultati
I risultati del Gran Premio sono i seguenti:
| Pos | Nº | Pilota                 | Costruttore     | Giri | Tempo/Ritiro       | Griglia | Punti |
| --- | -- | ---------------------- | --------------- | ---- | ------------------ | ------- | ----- |
| 1   | 1  | Alan Jones             | Williams-Ford   | 75   | 1h44'09"077        | 2       | 9     |
| 2   | 15 | Alain Prost            | Renault         | 75   | + 20"048           | 5       | 6     |
| 3   | 23 | Bruno Giacomelli       | Alfa Romeo      | 75   | + 20"428           | 8       | 4     |
| 4   | 12 | Nigel Mansell          | Lotus-Ford      | 75   | + 47"473           | 9       | 3     |
| 5   | 5  | Nelson Piquet          | Brabham-Ford    | 75   | + 1'16"438         | 4       | 2     |
| 6   | 26 | Jacques Laffite        | Ligier-Matra    | 75   | + 1'18"175         | 12      | 1     |
| 7   | 7  | John Watson            | McLaren-Ford    | 75   | + 1'18"497         | 6       |       |
| 8   | 2  | Carlos Reutemann       | Williams-Ford   | 74   | + 1 giro           | 1       |       |
| 9   | 28 | Didier Pironi          | Ferrari         | 73   | + 2 giri           | 18      |       |
| 10  | 20 | Keke Rosberg           | Fittipaldi-Ford | 73   | + 2 giri           | 20      |       |
| 11  | 29 | Riccardo Patrese       | Arrows-Ford     | 71   | + 4 giri           | 11      |       |
| 12  | 8  | Andrea De Cesaris      | McLaren-Ford    | 69   | + 6 giri           | 14      |       |
| 13  | 4  | Michele Alboreto       | Tyrrell-Ford    | 67   | Motore             | 17      |       |
| NC  | 14 | Eliseo Salazar         | Ensign-Ford     | 61   | Non classificato   | 24      |       |
| Rit | 36 | Derek Warwick          | Toleman-Hart    | 43   | Cambio             | 22      |       |
| Rit | 22 | Mario Andretti         | Alfa Romeo      | 29   | Sospensione        | 10      |       |
| SQ  | 27 | Gilles Villeneuve      | Ferrari         | 22   | Squalificato       | 3       |       |
| Rit | 6  | Héctor Rebaque         | Brabham-Ford    | 20   | Acceleratore       | 16      |       |
| Rit | 33 | Marc Surer             | Theodore-Ford   | 19   | Sospensione        | 23      |       |
| Rit | 3  | Eddie Cheever          | Tyrrell-Ford    | 10   | Motore             | 19      |       |
| Rit | 16 | René Arnoux            | Renault         | 10   | Problemi elettrici | 13      |       |
| Rit | 25 | Patrick Tambay         | Ligier-Matra    | 2    | Incidente          | 7       |       |
| Rit | 11 | Elio De Angelis        | Lotus-Ford      | 2    | Perdita d'acqua    | 15      |       |
| Rit | 32 | Jean-Pierre Jarier     | Osella-Ford     | 0    | Trasmissione       | 21      |       |
| NQ  | 9  | Slim Borgudd           | ATS-Ford        |      |                    |         |       |
| NQ  | 21 | Chico Serra            | Fittipaldi-Ford |      |                    |         |       |
| NQ  | 17 | Derek Daly             | March-Ford      |      |                    |         |       |
| NQ  | 30 | Jacques Villeneuve Sr. | Arrows-Ford     |      |                    |         |       |
| NQ  | 35 | Brian Henton           | Toleman-Hart    |      |                    |         |       |
| NQ  | 31 | Beppe Gabbiani         | Osella-Ford     |      |                    |         |       |

## Classifiche

### Piloti
| Pos | Pilota            | Punti |
| --- | ----------------- | ----- |
| 1   | Nelson Piquet     | 50    |
| 2   | Carlos Reutemann  | 49    |
| 3   | Alan Jones        | 46    |
| 4   | Jacques Laffite   | 44    |
| 5   | Alain Prost       | 43    |
| 6   | John Watson       | 27    |
| 7   | Gilles Villeneuve | 25    |
| 8   | Elio De Angelis   | 14    |
| 9   | René Arnoux       | 11    |
| 10  | Héctor Rebaque    | 11    |
| 11  | Riccardo Patrese  | 10    |
| 12  | Eddie Cheever     | 10    |
| 13  | Didier Pironi     | 9     |
| 14  | Nigel Mansell     | 8     |
| 15  | Bruno Giacomelli  | 7     |
| 16  | Marc Surer        | 4     |
| 17  | Mario Andretti    | 3     |
| 18  | Andrea De Cesaris | 1     |
| =   | Patrick Tambay    | 1     |
| =   | Slim Borgudd      | 1     |
| =   | Eliseo Salazar    | 1     |

### Costruttori
| Pos | Costruttore   | Punti |
| --- | ------------- | ----- |
| 1   | Williams-Ford | 95    |
| 2   | Brabham-Ford  | 61    |
| 3   | Renault       | 54    |
| 4   | Ligier-Matra  | 44    |
| 5   | Ferrari       | 34    |
| 6   | McLaren-Ford  | 28    |
| 7   | Lotus-Ford    | 22    |
| 8   | Arrows-Ford   | 10    |
| 9   | Alfa Romeo    | 10    |
| 10  | Tyrrell-Ford  | 10    |
| 11  | Ensign-Ford   | 5     |
| 12  | Theodore-Ford | 1     |
| =   | ATS-Ford      | 1     |

## Decisioni della FISA
La giuria estromise dalla classifica finale Gilles Villeneuve, comunque ritiratosi nel corso del ventitreesimo giro. Il canadese partì con la vettura troppo spostata verso il centro della pista. La decisione venne contestata però dalla Ferrari, sia per il termine "squalifica" utilizzato dai commissari, in luogo del corretto "esclusione" (per squalifica si sarebbe inteso il ritiro della licenza) sia per non aver ascoltato le ragioni del pilota al termine del gran premio.